# Referendum over het afschaffen van de Italiaanse monarchie 1946

Stemmenpercentage per regio.

Het Referendum over het afschaffen van de Italiaanse monarchie vond op 2 juni 1946 plaats. De Italiaanse bevolking kon zich in dit referendum uitspreken over de staatkundige toekomst van hun land. Het Koninkrijk Italië bestond sinds 1861, en het huis van Savoye leverde sinds de Risorgimento van de 19e eeuw de koning. Maar de fascistische dictatuur onder Benito Mussolini (1922-1943) had het koningshuis een stuk minder populair gemaakt. Daarom werd in 1946 een referendum uitgeschreven over het invoeren van een republiek. Aanhangers van de monarchie veroordeelden de uitslag wegens fraude, maar daar is nooit bewijs voor gevonden.

## Aanloop naar het referendum
Het referendum draaide om de vraag of het staatshoofd voortaan zou worden gekozen, of dat het afkomstig zou zijn uit een dynastie en dus door erfopvolging zou worden aangewezen. In beide gevallen bleef het staatshoofd betrekkelijk ceremonieel. In maart 1946 besloot men het referendum te houden op 2 juni.
Na de Tweede Wereldoorlog was van Italië weinig meer over. Daardoor groeide de republikeinse beweging. Koning Victor Emanuel III, die zich door zijn steun aan Mussolini had gecompromitteerd, werd in mei 1946 verzocht af te treden ten gunste van zijn zoon Umberto. Die besteeg op 9 mei de troon als koning Umberto II. In een laatste poging om de monarchie te redden, werd de volgende dag besloten de titel van de koning te wijzigen van (naam), Koning van Italië, bij de gratie Gods en bij de wil van de natie naar (naam), Koning van Italië. Ook werden alle bevoegdheden van de koning opgeschort tot in elk geval de uitslag van het referendum.
Krachtens de wet werden de uitslagen gecontroleerd door het Hof van Cassatie, dat op 16 juni de definitieve uitslag kon vaststellen. Enkele dagen daarvoor al had de koning het land verlaten en was premier Alcide De Gasperi aangewezen als voorlopig staatshoofd.

## De uitslagen
Uiteindelijk stemde 54,3% voor het invoeren van de republiek en 45,7% voor het behoud van de monarchie. De regio's waren echter verdeeld: in Lazio, de zuidelijke regio's, Sardinië en Sicilië was een meerderheid voor de monarchie, terwijl in de noordelijke regio's de republiek de gewenste staatsvorm was. Hierbij moet worden aangetekend dat onder meer de staatkundige toekomst van de regio Trentino-Zuid-Tirol, waar 85% voor de republiek stemde, onzeker was; er gingen stemmen op om het gebied weer bij Oostenrijk te voegen, maar daarvan is het nooit gekomen.
Op 4 juni kreeg de paus te horen dat de monarchie toch behouden zou blijven, aangezien een meerderheid van de kiezers daarvoor zou hebben gestemd. Een dag later echter kwamen nog veel stemmen binnen voor de republiek, waardoor de kansen keerden. Aanhangers van de monarchie schatten destijds dat ongeveer drie miljoen stemmen verloren zouden zijn gegaan. Aangezien het verschil tussen de stemmen voor de republiek (12.000.000) en de monarchie (ongeveer 10.000.000) kleiner is, hadden die stemmen doorslaggevend kunnen zijn. Er is echter geen krachtig bewijs bekend voor deze beweringen.
In de nieuwe republikeinse grondwet kwam onder meer het artikel dat mannelijke leden van het Italiaanse Koninklijk Huis voorgoed verbannen zouden worden uit Italië. Dit artikel werd in 2002 geschrapt. In december van dat jaar besloten Victor Emanuel en Emanuel Filibert terug te keren naar hun vaderland.